# Széchényiho národní knihovna
Széchényiho národní knihovna (maďarsky Országos Széchényi Könyvtár, OSZK) je knihovna v Budapešti, jednou ze dvou národních knihoven v Maďarsku, druhá knihovna Debrecínské univerzity sídlí v Debrecínu.

## Historie
Knihovnu založil v roce 1802 uherský vlastenec hrabě František Széchényi. Széchényi cestoval po celém světě a skupoval maďarské knihy, které uspořádal do sbírky a později je věnoval národu. V následujícím roce byla v Pešti knihovna otevřena pro veřejnost. Széchényiho příklad způsobil celonárodní hnutí, při němž lidé knihovně darovali množství knih. Na rozšíření a podporu knihovny založil jeho syn Ludvík Maria Széchényi nadaci v hodnotě 10 000 zlatých.
V roce 1808 založil Maďarský parlament při svém zasedání Maďarské národní muzeum , jehož cílem bylo shromažďovat historické, archeologické a přírodní památky z Uherska. Muzeum bylo sloučeno s knihovnou a tento stav, kdy byla instituce národním depozitářem psaných, tištěných a dalších předmětů z maďarských dějin, trval po 200 let.
V roce 1846 se Maďarské národní muzeum přestěhovalo do nové budovy, ale knihovna se stala samostatnou entitou se svým současným názvem teprve roku 1949. V roce 1985 se knihovna přestěhovala do svého nového sídla na Budínském hradě.

## Ředitelé knihovny
| - Jakob Ferdinánd Miller (1803–1815) - István Horvát (1815–1846) - Gábor Mátray (1846–1875) - Vilmos Fraknói (1875–1879) - Béla Majláth (1879–1893) - József Szinnyei (1893–1894) - László Fejérpataky (1894–1919) - János Melich (1920–1922) - Bálint Hóman (1923) - Imre Lukinich (1924–1929) - Emil Jakubovich (1930–1934) - József Fitz (1934–1945) - József Györke (1945–1946) - Gábor Tolnai (1946–1947) - Béla Varjas (1948–1957) | - Magda Jóború (1958–1966) - Géza Sebestyén (1966–1968) - Magda Jóború (1968–1982) - Péter Zircz (1982) - Ferenc Molnár (1982–1984) - Zoltán Havasi (1984–1986) - Gyula Juhász (1986–1993) - Géza Poprády (1993–1999) - István Monok (1999–2009) - Andrea Sajó (2010–2013) - Péter Szemerei (2013–2014) - János Káldos (2014) - László Tüske (2014–2019) - Judit Hammerstein (2019–2020) - Dávid Rózsa (od roku 2020) |